# Journal of Physics D
Journal of Physics D: Applied Physics, spesso chiamato semplicemente Journal of Physics D o abbreviato J.Phys.D, è una rivista scientifica pubblicata ogni quindici giorni dall'Institute of Physics (IOP) del Regno Unito. Ricopre cinque grandi campi della fisica: magnetismo; fotonica e semiconduttori; plasmi; superfici e interfasi; struttura e proprietà della materia.
L'attuale redattore capo è Pallab Bhattacharya dell'University of Michigan, USA.
Ha un fattore di impatto di 2.077 per il 2006 secondo il Journal Citation Reports. Questo giornale è indicizzato da ISI, INSPEC, Chemical Abstracts, RAPRA Abstracts/Adhesives Abstracts, PASCAL Database, INIST, Cambridge Scientific Abstracts.
Si tratta di una rivista ad abbonamento, ma tutti i documenti sono liberamente accessibili per i primi 30 giorni dopo la pubblicazione presso il sito web della rivista.